# Tazovská zátoka
Tazovská zátoka (rusky Тазовская губа) je zátokou Obského zálivu v Karském moři, mezi Gydským a Tazovským poloostrovem. Vybíhá z Obského zálivu na jihovýchod, dosahuje délky asi 330 km, šířka při vchodu je 45 km. Příliv a odliv je polodenní, do 0,7 m.

## Geografie
Tazovská zátoka je sladkovodní a má jen malou hloubku - do 9 m. Dno zálivu je hlinité, místy písčité. Levý břeh zátoky je vyvýšený, pravý břeh nízký. Oba břehy jsou porostlé vrbou, břízami a mechem. V zátoce je mnoho velkých i menších písčito-hlinitých nízko položených ostrůvků, částečně zarostlých mechem, travinami a vrbami. Některá z těchto ostrůvků mají jezírka. Ostrovy jsou útočištěm vodního ptactva. Nejvýznamnější z ostrovů jsou Jagony a Evnarman-sale.

## Hydrologie
Do zátoky se vlévají řeky Taz a Pur, zátoka je zatopeným pokračováním těchto řek. Další větší řekou ústící do zátoky je Messojacha.

## Osídlení
Na pobřeží leží osada Tazovskij.

## Historie
Oblast zátoky byla objevena ruskými cestovateli již ve druhé polovině 16. století. V 19. století estonský biolog a objevitel Alexander von Middendorff nalezl na pobřeží Tazovské zátoky zmrzlého mamuta. Tělo mamuta bylo dopraveno do Petrohradu v roce 1866.

## Ložiska zemního plynu
Od roku 2004 prováděla ruská společnost Gazprom průzkum zátoky, protože předpokládala, že zde objeví velká ložiska zemního plynu. V roce 2008 plánovala společnost Novatek výstavbu umělého ostrova v zátoce, odkud by se lépe dostávala k plynovým kondenzátům. Obyvatelé okolních osad podali protest proti bagrování zátoky a výstavba byla odložena o několik desetiletí, až se objeví technologie, které zaručí zachování ekologického stavu v zátoce. V roce 2018 byla známa již dvě ložiska zemního plynu při severním pobřeží Tazovské zátoky - pole Tota-Jachinskoje a Antipajutinskoje, kde se očekává, že může být 30 miliard m3 zemního plynu. Předpokládá se, že těžba bude spuštěna v roce 2025.